# Ronda

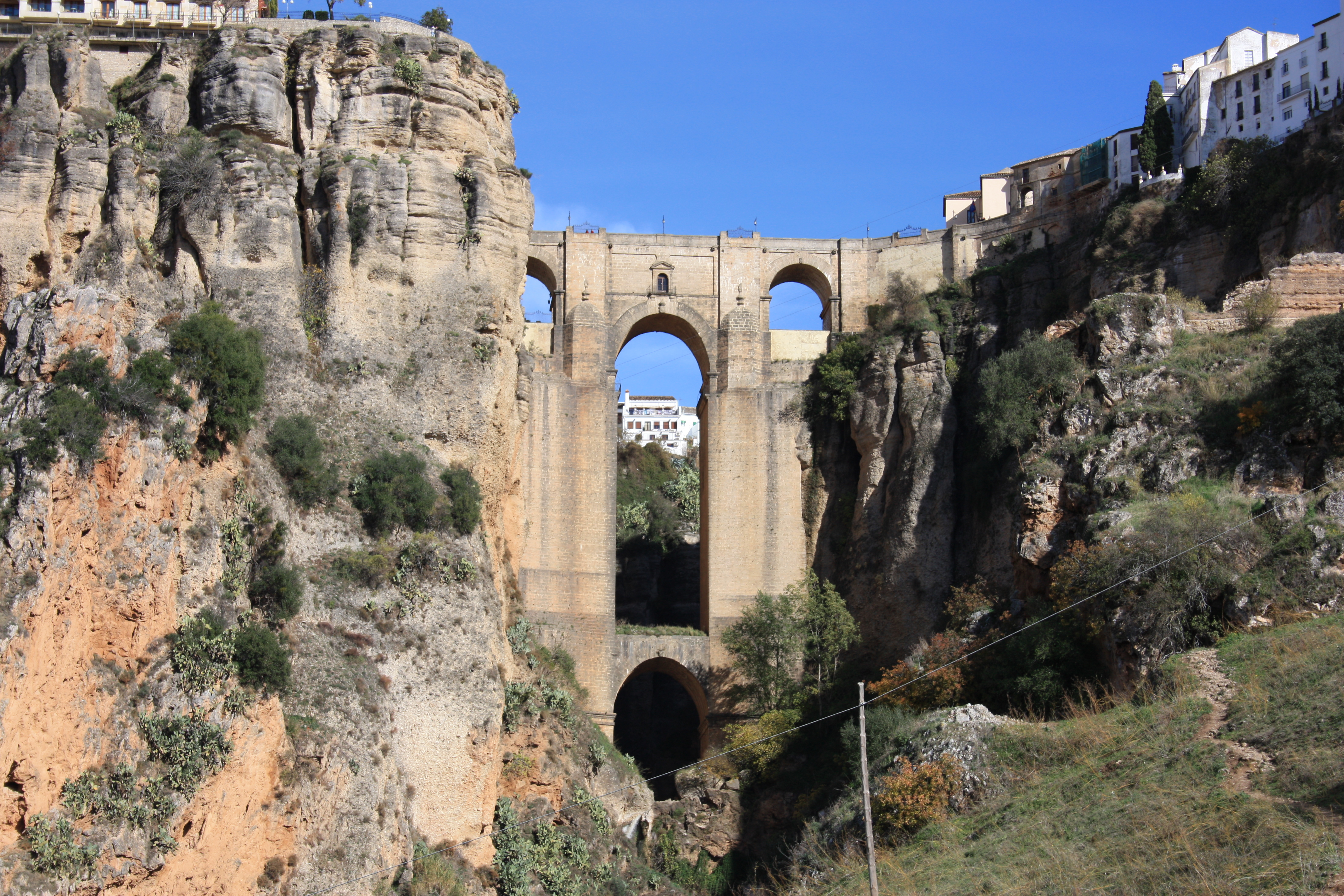
Puente Nuevo över ravinen El Tajo.

Ronda (spanskt uttal: [ˈronda]) är en stad och kommun i provinsen Málaga i den autonoma regionen Andalusien i södra Spanien. Staden ligger cirka 66,5 kilometer väster om Málaga. Kommunen har 33 451 invånare (2024), på en yta av 397,24 km².

## Historia
I trakten finns lämningar från yngre stenåldern (Neolitikum) och 25 000 år gamla grottmålningar från Cro Magnontiden i Cueva de la Pileta. På 500-talet f. Kr. bosatte sig kelter, som kallade platsen Arunda. Ytterligare senare bosatte sig fenicier i det närbelägna Acinipo, lokalt benämnt Ronda la Vieja (gamla Ronda). Nuvarande Ronda grundades av Scipio Africanus under andra puniska kriget. Julius Caesar gav Ronda stadsrättigheter.
Under 400-talet e. Kr. tog sveberna staden. Nästa århundrade tillföll staden Östromerska riket. Senare blev staden intagen av den visigotiske kungen Leovigild. Ronda ingick sedan i det visigotiska riket fram till 713 när den föll för morerna, som kallade den Izn-Rand Onda ("staden med befästningen"). Under åren 1039 till 1065 var Ronda huvudstad i det lilla kungariket Ronda. Från 1065 ingick det i Sevillas kungarike. Den moriska makten bröts av markisen av Cádiz som intog Ronda efter en kort belägring. Napoleon I:s invasion orsakade stor skada. Rondas befolkning minskade från 15 600 personer till 5 000 på tre år.

## Geografi
Ronda ligger i en bergstrakt ungefär 740 meter meter över havet.
Staden delas av en 120 meter djup ravin, (el Tajo), som bildats av floden Guadalevín. Tre broar leder över ravinen, en romersk som byggdes för mer än 2 000 år sedan, en morisk, kallad Puente Arabe samt en som påbörjades 1751 och som blev klar först 1793. Den kallas lite oegentligt för Puente Nuevo (Nya bron). Ena änden på bron syns på bilden av El Tajo.

## Kultur
Ronda har inspirerat författare och konstnärer som Washington Irving, Prosper Mérimée, Gustave Doré och Ernest Hemingway. Hemingways roman Klockan klämtar för dig i vilken ett mord på en nationalist beskrivs anses ha sin förebild i de mord republikanerna utförde genom att kasta sina motståndare från klipporna över El Tajo.